# Code frontières Schengen (2006)
Lire en ligne

Consulter

Code frontières Schengen de 2016
Le Code frontières Schengen de 2006 est la codification des normes relatives à l'espace Schengen. Son adoption a opéré une refonte de l'acquis Schengen.
Le Code frontière pose le principe de libre circulation à l'intérieur de l'espace Schengen. Il définit aussi les vérifications à effectuer aux frontières extérieures.

## Origine
Le 7 mai 2002, la Commission a publié une communication appelant à une gestion intégrée des frontières extérieures des États membres de l'Union européenne. La Commission définissait cinq composantes nécessaires à la mise en place d'une politique commune. Les 19 et 20 juin 2003, le Conseil européen de Thessalonique a invité la Commission à présenter des propositions sur cette refonte.
Le 6 novembre 2006, la Commission a publié un manuel, le manuel Schengen, qui vient compléter le Code frontières Schengen en garantissant une application uniforme dans tous les États membres.

## Modifications apportées
Le règlement créant le Code frontières Schengen abroge les articles 2 à 8 de la Convention de Schengen du 14 juin 1985 et le « manuel commun des frontières extérieures ».

## Sources

## Compléments